# Balinghebrug
De Balinghebrug (Vereenvoudigd Chinees: 坝陵河大桥, Hanyu pinyin: Balinghe Dàqiáo) is een stalen hangbrug over de vallei van de rivier Baling. Over de brug loopt de snelweg G60 die Kunming met Shanghai verbindt. De brug is gelegen in Guanling county in de provincie Guizhou, in de Volksrepubliek China, in het gebied van het Yunnan-Guizhouplateau, een bergachtig gebied met diep uitgesneden rivierdalen.
Bij zijn inauguratie op 23 december 2009 stond de hangbrug qua overspanning op de vijftiende positie in de wereldranglijst aangevoerd door de Japanse Akashi-Kaikyo-brug. De brug, op 375 m boven het wateroppervlak van de Balingrivier, is daarmee tevens een van de hoogste bruggen ter wereld. De totale lengte van de brug is 2237 meter, de hoogte van de twee pylonen 204,5 en 189 meter respectievelijk, de grootste overspanning 1088 meter. De twee kabels tussen de pylonen hebben een diameter van 80 cm.
De brug is onderdeel van het traject van de snelweg tussen twee provinciehoofdsteden, Kunming in de zuidwestelijke Yunnan provincie en Guiyang, hoofdstad van de provincie Guizhou. 

Profiel van de Balinghebrug